# San Martino del Carso (letteratura)
San Martino del Carso (1916) è una delle poesie liriche di Giuseppe Ungaretti che fanno parte de Il Porto Sepolto, la sua prima raccolta di poesie. Prende il nome dall'omonima località situata nel comune di Sagrado (GO). È stata composta il 27 agosto 1916 al Valloncello dell'Albero Isolato sul Monte San Michele.

## Il commento
Di fronte a un villaggio semidistrutto dalla guerra, il poeta richiama alla memoria le figure dei compagni morti combattendo: nessuno manca all'appello del cuore straziato, che appare come il “paese” più distrutto a causa della guerra.
Le parole di cui la lirica è costituita appartengono al linguaggio comune, ma la loro essenzialità è tale da produrre un effetto di poesia totale, addirittura rarefatta.

## Edizioni
La poesia è inclusa nelle seguenti pubblicazioni:
- Il Porto Sepolto, Udine, Stabilimento tipografico friulano, 1916.
- Allegria di naufragi, Firenze, Vallecchi, 1919.
- L'Allegria, Milano, Preda, 1931.